# بوتیدرین
بوتیدرین (انگلیسی: Butidrine) (INN) (با نام‌های تجاری Betabloc، Butidrate، Recetan) یا هیدروبوتامین یا ایدروبوتامین شناخته می‌شود، یک مسدودکننده بتا مربوط به پرونتالول و پروپرانولول است که در دهه ۱۹۶۰ میلادی ساخته شد. بوتیدرین مانند سایر مسدودکننده‌های بتا، دارای خواص بی‌حس کننده موضعی است.